# Antonello Morroni
Antonello Morroni (Roma, 7 agosto 1966) è un attore italiano.

## Biografia
Il suo debutto nel mondo dello spettacolo risale al 1990, nel film Ultrà, al fianco di Claudio Amendola nel ruolo di "Teschio", uno degli ultrà romanisti. Successivamente partecipa ad alcuni film, sempre in ruoli minori.
Nel 2006 Francesco Vicario lo chiama per interpretare Nando, l'edicolante di quartiere, nella serie TV I Cesaroni.

## Filmografia

### Cinema
- Ultrà,  regia di Ricky Tognazzi (1991)
- Teste rasate, regia di Claudio Fragasso (1993)
- Anche i commercialisti hanno un'anima, regia di Maurizio Ponzi (1994)
- Mollo tutto, regia di José María Sánchez (1995)
- Vite strozzate, regia di Ricky Tognazzi (1996)
- Arresti domiciliari, regia di Stefano Calvagna (2000)
- Si fa presto a dire amore, regia di Enrico Brignano (2000)
- Sottovento!, regia di Stefano Vicario (2001)
- Fratella e sorello, regia di Sergio Citti (2002)
- Ho visto le stelle!, regia di Vincenzo Salemme (2003)
- Il ritorno del Monnezza, regia di Carlo Vanzina (2005)
- Olé, regia di Carlo Vanzina (2006)
- L'arrivo di Wang, regia di Manetti Bros. (2011)
- La mossa del pinguino, regia di Claudio Amendola (2014)

### Televisione
- Un bambino in fuga, regia di Mario Caiano – miniserie TV (1990)
- Squadra Mobile scomparsi, regia di Claudio Bonivento – miniserie TV (1999)
- Soldati di pace, regia di Claudio Bonivento – film TV (2001)
- Distretto di Polizia – serie TV (2003)
- I Cesaroni – serie TV (2006-2014)
- Tutti per Bruno – serie TV (2009)
- Caccia al Re - La narcotici – serie TV (2011)

## Teatro
- Dodici uomini arrabbiati, regia di Giusi Cataldo
- Te lo do io Pasquino, regia di Walter Croce